# Seweyna
Seweyna est un woreda du sud de l'Éthiopie situé dans la zone Est Bale de la région Oromia. Il a 65 846 habitants en 2007. Son centre administratif est Micha Biliso.

## Situation
Limitrophe de la région Somali à l'est, Seweyna est bordé au sud par Rayitu, au sud-ouest par Ginir, à l'ouest par Gololcha et au nord par Legehida.
Son centre administratif, Micha Biliso, se situe dans la partie ouest du woreda, une cinquantaine de kilomètres au nord-est de Ginir,.

## Population
Au recensement national de 2007, le woreda Seweyna compte 65 846 habitants dont 6 % de citadins.
La quasi-totalité des habitants (98 %) sont musulmans et 2 % sont orthodoxes.
Micha Biliso qui a 3 775 habitants en 2007 est la seule agglomération recensée dans le woreda.
En 2022, la population du woreda est estimée à 94 606 personnes avec une densité de population de 17 personnes par km2 et 5 611 km2 de superficie.